# قائمة الشخصيات التوراتية اليهودية

## أنبياء اليهود
- إبراهيم
- إسحاق
- يعقوب
- موسى
- هارون
- يشوع
- داوود
- سليمان

## أنبياء اليهود في دين الإسلام
يؤمن المسلمون أن الله أرسل العديد من الرسل لبنو إسرائيل وكان يرسل رسولاً آخراً عند وفاة أحدهم.
موسى
هارون
أيوب
زكريا
يحيى
داوود
سليمان

## وصلات خارجية
- أنبياء إسرائيل في الدين الإسلامي.